# Sant Ermengol d'Abrera
Sant Ermengol d'Abrera és una ermita d'Abrera (Baix Llobregat) inclosa a l'Inventari del Patrimoni Arquitectònic de Catalunya.

## Descripció
Les seves restes són a la part de tramuntana, vora la riera de Masquefa o Magarola, a ponent del pont de Magarola. Queden dempeus alguns murs d'una alçada considerable i alguns contraforts. Sembla que la seva construcció es va fer en dues etapes constructives perquè la cara nord és de carreus i la sud, i els murs laterals, de tàpia.

## Història
De l'origen d'aquesta ermita no es té cap document que en parli. Es va construir al segle xvi però algunes restes pertanyen a una ampliació que es portà a terme a mitjans del segle xviii. Era custodiada per un ermità que hi vivia permanentment: cap al 1612 Ramon Bayso era l'ermità i el 1670 era un tal Miquel Permànyer.